# بيت حنكس (الحد)

تعديل مصدري - تعديل

بيت حنكس هي إحدى قرى عزلة الحد بمديرية الحد التابعة لمحافظة لحج، بلغ تعداد سكانها 25 نسمة حسب تعداد اليمن لعام 2004.